# Brockton, Massachusetts
Brockton är en stad i Plymouth County i delstaten Massachusetts, USA, med 94 304 invånare (2000). Brockton är administrativ huvudort (county seat) i Plymouth County tillsammans med orten Plymouth.

## Kända personer från Brockton
- Josh Hennessy, ishockeyspelare
- Rocky Marciano, boxare, "The Rock from Brockton"

Massachusetts Locator Map.PNG
- Wikimedia Commons har media som rör Brockton, Massachusetts.